# Remo nos Jogos Olímpicos de Verão de 2012 - Dois sem feminino

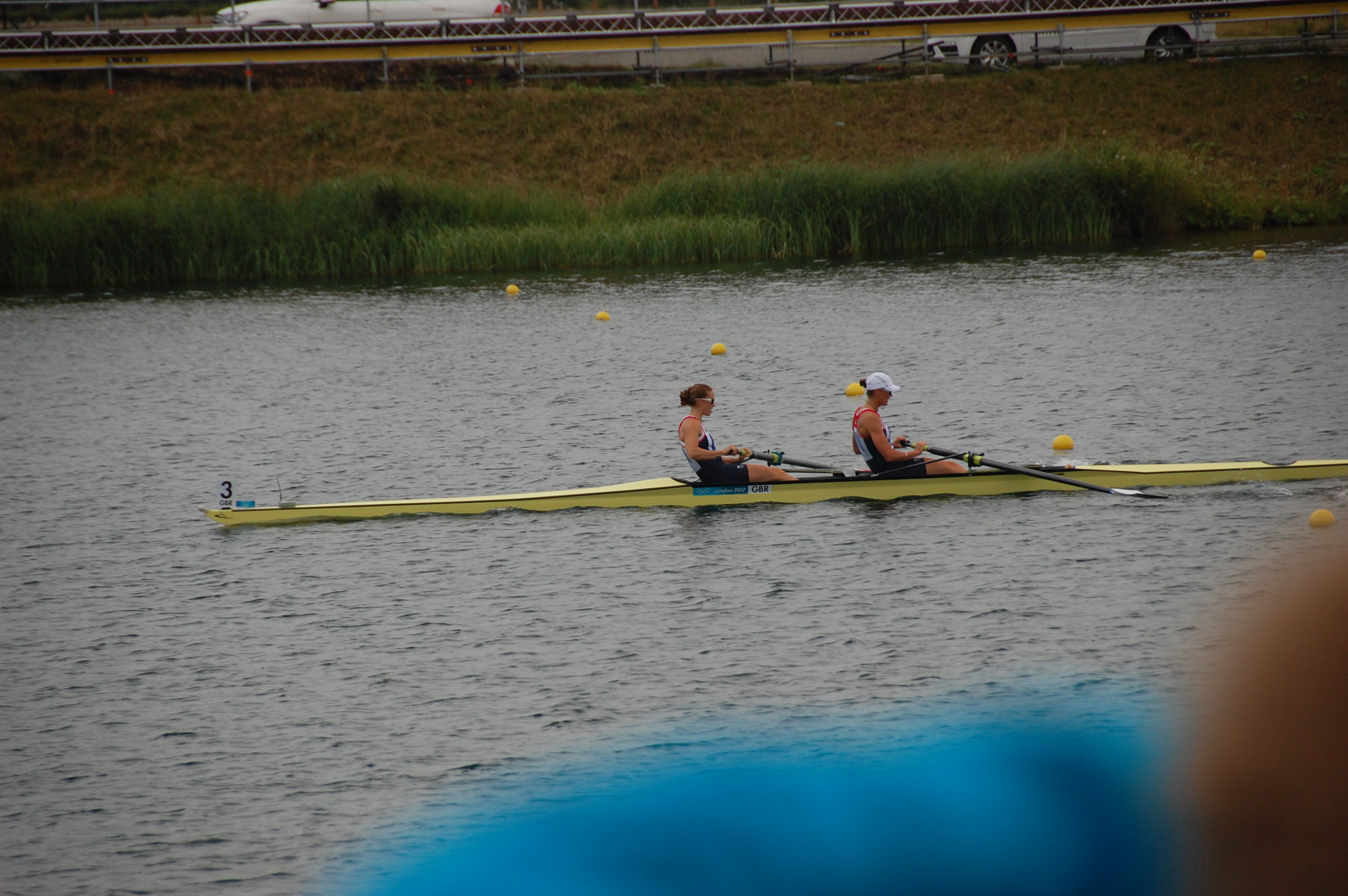
Britânicas Helen Glover e Heather Stanning conquistaram a medalha de ouro em casa.

As competições de remo nos Jogos Olímpicos de Verão de 2012 na modalidade dois sem feminino foram disputadas entre os dias 28 de julho e 1 de agosto no Lago Dorney em Londres.

## Medalhistas
|  | GBR Grã-Bretanha              |  | AUS Austrália           |  | NZL Nova Zelândia            |
|  | Helen Glover Heather Stanning |  | Kate Hornsey Sarah Tait |  | Juliette Haigh Rebecca Scown |

## Resultados
- Regras de qualificação: 1-2->F, 5..->R

### Eliminatórias

#### Eliminatória 1
| Pos. | Atletas                         | Equipe             | Tempo   | Notas |
| ---- | ------------------------------- | ------------------ | ------- | ----- |
| 1    | Helen Glover Heather Stanning   | GBR Grã-Bretanha   | 6:57.29 | Q     |
| 2    | Sara Hendershot Sarah Zelenka   | USA Estados Unidos | 6:59.29 | Q     |
| 3    | Georgeta Damian Viorica Susanu  | ROU Romênia        | 7:05.39 | R     |
| 4    | Kerstin Hartmann Marlene Sinnig | GER Alemanha       | 7:10.28 | R     |
| 5    | Maria Laura Abalo Gabriela Best | ARG Argentina      | 7:12.17 | R     |

#### Eliminatória 2
| Pos. | Atletas                       | Equipe            | Tempo   | Notas |
| ---- | ----------------------------- | ----------------- | ------- | ----- |
| 1    | Kate Hornsey Sarah Tait       | AUS Austrália     | 7:01.60 | Q     |
| 2    | Juliette Haigh Rebecca Scown  | NZL Nova Zelândia | 7:06.93 | Q     |
| 3    | Zhang Yage Gao Yulan          | CHN China         | 7:13.38 | R     |
| 4    | Naydene Smith Lee-Ann Persse  | RSA África do Sul | 7:14.31 | R     |
| 5    | Claudia Wurzel Sara Bertolasi | ITA Itália        | 7:21.44 | R     |

### Repescagem
| Pos. | Atletas                         | Equipe            | Tempo   | Notas |
| ---- | ------------------------------- | ----------------- | ------- | ----- |
| 1    | Georgeta Damian Viorica Susanu  | ROU Romênia       | 7:08.42 | Q     |
| 2    | Kerstin Hartmann Marlene Sinnig | GER Alemanha      | 7:10.42 | Q     |
| 3    | Zhang Yage Gao Yulan            | CHN China         | 7:15.18 |       |
| 4    | Claudia Wurzel Sara Bertolasi   | ITA Itália        | 7:18.14 |       |
| 5    | Naydene Smith Lee-Ann Persse    | RSA África do Sul | 7:18.96 |       |
| 6    | Maria Laura Abalo Gabriela Best | ARG Argentina     | 7:20.94 |       |

### Finais

#### Final B
| Pos | Atletas                         | Equipe            | Tempo   | Notas |
| --- | ------------------------------- | ----------------- | ------- | ----- |
| 1   | Zhang Yage Gao Yulan            | CHN China         | 7:55.18 |       |
| 2   | Naydene Smith Lee-Ann Persse    | RSA África do Sul | 7:56.40 |       |
| 3   | Maria Laura Abalo Gabriela Best | ARG Argentina     | 8:03.53 |       |
| 4   | Claudia Wurzel Sara Bertolasi   | ITA Itália        | 8:06.14 |       |

#### Final A
| Pos               | Atletas                         | Equipe             | Tempo   | Notas |
| ----------------- | ------------------------------- | ------------------ | ------- | ----- |
| Medalha de ouro   | Helen Glover Heather Stanning   | GBR Grã-Bretanha   | 7:27.13 |       |
| Medalha de prata  | Kate Hornsey Sarah Tait         | AUS Austrália      | 7:29.86 |       |
| Medalha de bronze | Juliette Haigh Rebecca Scown    | NZL Nova Zelândia  | 7:30.19 |       |
| 4                 | Sara Hendershot Sarah Zelenka   | USA Estados Unidos | 7:30.39 |       |
| 5                 | Georgeta Damian Viorica Susanu  | ROU Romênia        | 7:37.67 |       |
| 6                 | Kerstin Hartmann Marlene Sinnig | GER Alemanha       | 7:42.06 |       |

Legenda
| Recorde mundial      | Recorde mundial (World record)               |                       | Recorde africano                      | Recorde africano (African) |                                           | Q | Classificado por posição (Qualified) |
| Recorde olímpico     | Recorde olímpico (Olympic record)            | Recorde da América    | Recorde da América (Americas)         | q                          | Classificado por melhor tempo (Qualified) |   |                                      |
| Melhor marca do ano  | Melhor marca do ano (World leading)          | Recorde asiático      | Recorde asiático (Asian)              | DNS                        | Não largou (Did not start)                |   |                                      |
| Recorde nacional     | Recorde nacional (National record)           | Recorde europeu       | Recorde europeu (European)            | DNF                        | Não terminou (Did not finish)             |   |                                      |
| Recorde pessoal      | Recorde pessoal do atleta (Personal best)    | Recorde da Oceania    | Recorde da Oceania (Oceania)          | DSQ / DQ                   | Desclassificado (Disqualified)            |   |                                      |
| Recorde da temporada | Recorde da temporada do atleta (Season best) | Recorde sul-americano | Recorde sul-americano (South America) | NM                         | Sem marca (No mark)                       |   |                                      |

### Remo
| S | Classificado(a) para as semifinais |    |                        | FA | Final A (disputa de medalhas) |  |  | FD | Final D (sem medalhas) |
| Q | Classificado(a) para as quartas    | FB | Final B (sem medalhas) | FE | Final E (sem medalhas)        |  |  |    |                        |
| R | Classificado(a) para a repescagem  | FC | Final C (sem medalhas) | FF | Final F (sem medalhas)        |  |  |    |                        |